# 顺和洋行青岛分行
36°03′45.5″N 120°18′44″E / 36.062639°N 120.31222°E
顺和洋行青岛分行，为德商顺和洋行在青岛设立的分支机构，其旧址位于中国山东省青岛市市南区河南路2号，建于1900至1901年间，现已不存。

## 历史

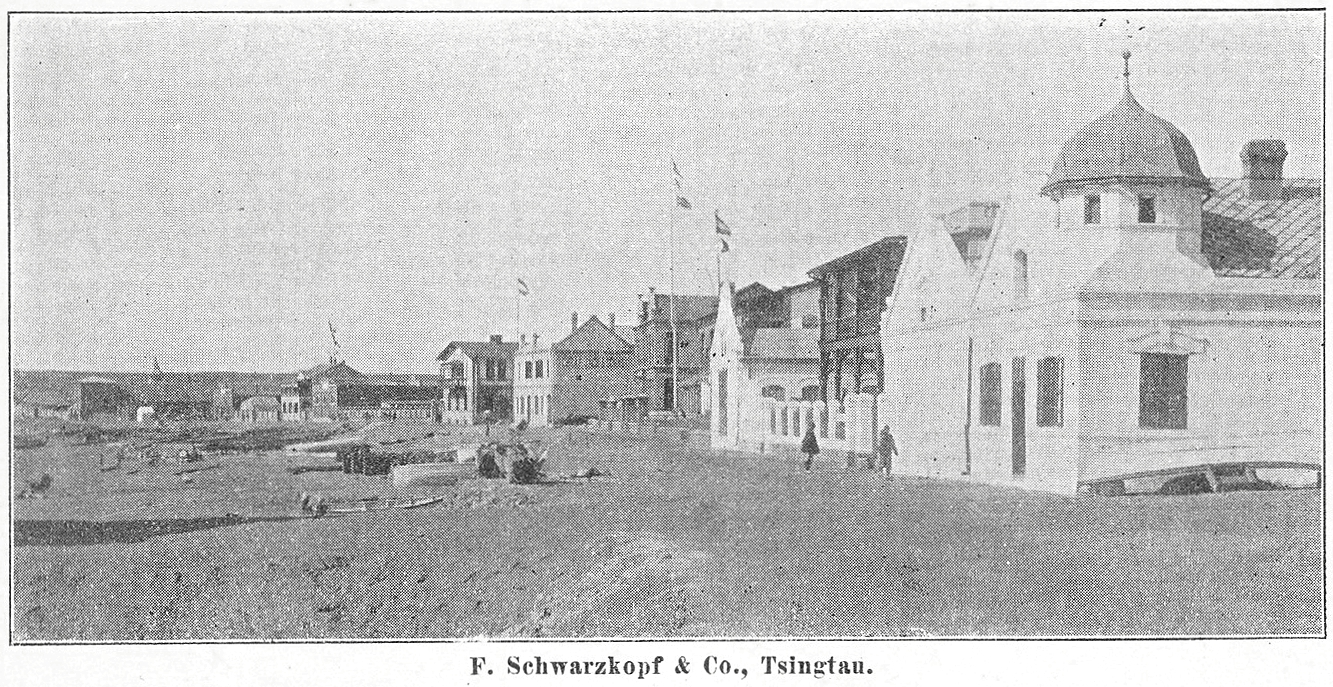
1900年代初的太平路，右侧为顺和洋行的仓库等附属建筑

1899年，德商顺和洋行（F. Schwarzkopf & Co.）董事罗兰德·贝恩（德語：Roland Behn）赴青岛开设分公司，并买下了栈桥西侧，威廉皇帝海岸（Kaiser-Wilhelm-Ufer，今太平路）、霍亨索伦街（Hohenzollernstraße，今兰山路）与汉堡街（Hamburger Straße，今河南路南段）之间的一处地块。1900年至1901年，顺和洋行委托广包公司（F. H. Schmidt）在此设计建造了办公楼等建筑。办公楼位于今兰山路河南路西南角，其南侧为仓库与露天货场。
顺和洋行董事贝恩长居于青岛，并在俾斯麦街（Bismarckstraße，今江苏路）建有一座住宅，并在此居住直至1913年。其住宅南邻为顺和洋行经理赫尔曼·罗伊特尔（Hermann Reuter）的住宅，罗伊特尔于1907至1908年间离开青岛。后来成为青岛总商会会长的隋石卿曾为青岛顺和洋行买办。顺和洋行在青岛业务范围广泛，包括山东土特产出口、代理德国工业产品销售、保险代理、百货、摄影器材等。此外顺和洋行旗下有一家名为哥伦比亚蛋厂（Columbia G.m.b.H.，德占时期中文译为“卵粉公司”）的企业，位于顺和洋行行址不远处，今兰山路广西支路路口西北角，为青岛当时仅有的两家新鲜蛋类加工企业之一。据1913年地籍图显示，顺和洋行青岛分行西侧的禅臣洋行青岛分行旧楼当时已为顺和洋行所有。
1914年一战爆发后，顺和洋行香港分行关闭。同年11月日军占领青岛后没收青岛分行财产。1917年中国对德国宣战后，顺和洋行其他分支机构陆续关闭，该公司遂不复存在。顺和洋行青岛分行旧楼1930年代曾为德商鲁麟洋行青岛分行所在地，1942年倒闭。1952年，顺和洋化青岛分行旧楼拆除，原址建设市委宿舍大院。

## 建筑特色

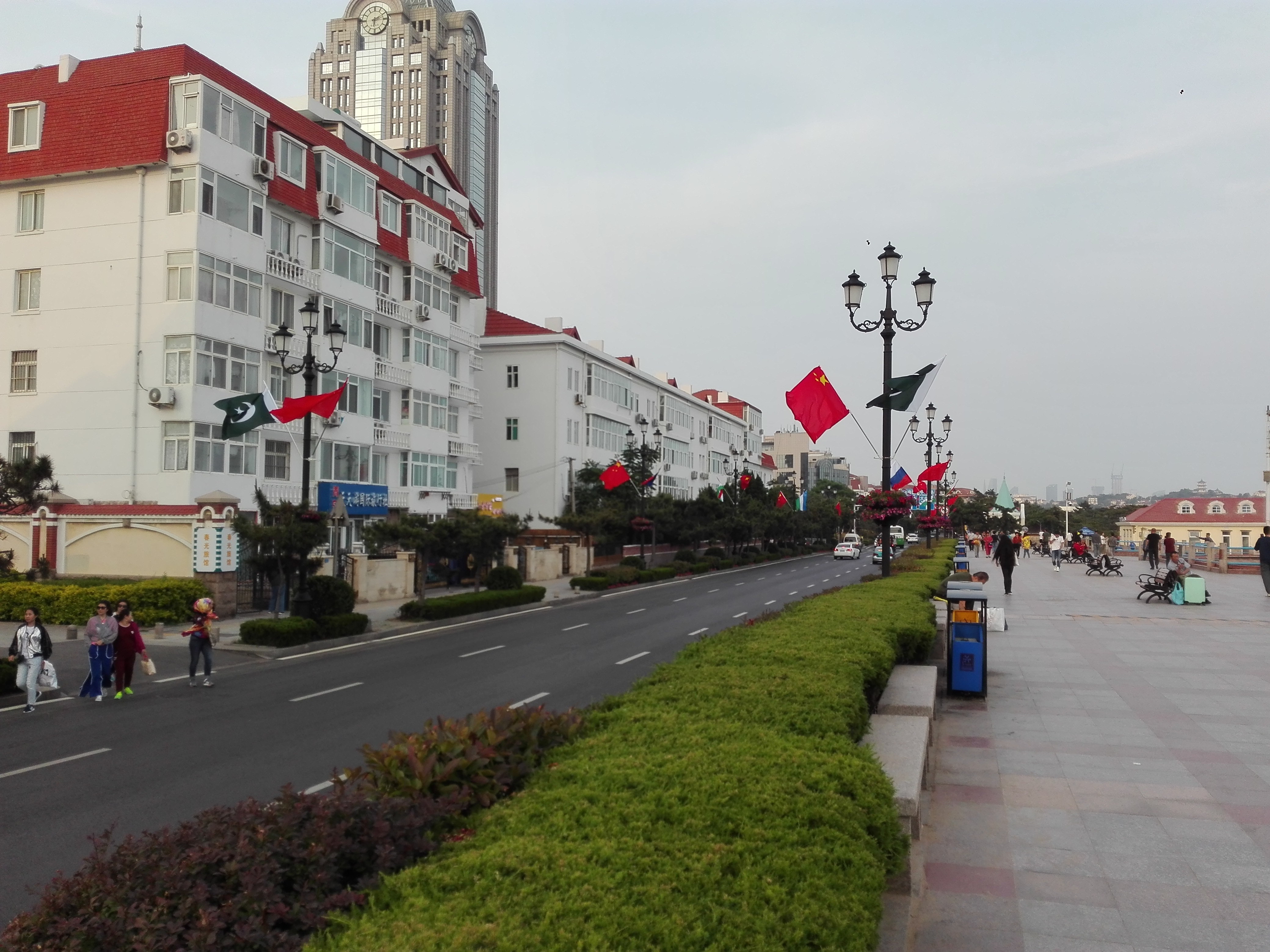
太平路西段，2018年6月，照片中央的三层楼即为老市委宿舍，顺和洋行青岛分行原址

顺和洋行青岛分行办公楼高二层，主入口位于西侧，门廊以七根爱奥尼亚柱式石柱支撑，其上方为一处装饰精致的半封闭木构阳台，东立面檐口起三处小山墙，其整体风格与对面的哈利洋行青岛分行办公楼相得益彰。办公楼南侧的仓库在路口处有一座装饰性极强的小塔楼，但实际作用未知。